# Cruce del Atlántico del cuerpo expedicionario francés (1780)
El cruce del Atlántico del cuerpo expedicionario francés, que tuvo a cabo en 1780, es un episodio de la intervención francesa en la Guerra de Independencia de Estados Unidos.

## Preparación de la expedición.
Se sabía que Gran Bretaña armaba una escuadra para detener al cuerpo expedicionario francés, lo que le estaría facilitado por no tener que proteger a un convoy. Por otra parte se sabía que la situación de los americanos era cada día más grave y que necesitaban una ayuda inmediata. Era necesario, por lo tanto, apurarse para zarpar ya que se estaba ante el riesgo de que la situación se volviese crítica y la travesía peligrosa. El consejo de ministros envió al Señor de Rochambeau la orden de embarcar inmediatamente una parte de sus tropas y material y partir con el primer viento favorable. Los preparativos para la partida no se hicieron con la diligencia deseable. Es cierto que todo lo que dependía del departamento de guerra se encaminó a Brest con rapidez. Pero el ministro de marina no actuó con la misma rapidez.

## Partida de la flota bajo el comando de Ternay
El 12 de abril estaba todo preparado para hacerse a la vela y el 15, con viento norte, todo el convoy se mantuvo al ancla en la rada de Bertheaume. Al día siguiente, en el momento en que la flota levaba anclas, el viento giró al oeste y el convoy recibió orden de volver a fondear.
Los vientos fueron variables hasta el 1 de mayo, aunque generalmente soplaban desde el oeste. El 2 de mayo, finalmente, a las cuatro de la mañana, el Caballero de Ternay aprovechó hábilmente un buen viento del nordeste para hacer aparejar. Encabezó la escuadra con el Duc de Bourgogne, Neptune y el Jazon. Luego de haber pasado la boca de la rada y salido a mar abierto, la escuadra y el convoy pusieron rumbo sur, atravesaron felizmente el paso del Raz y, reuniéndose, se pusieron en orden de marcha.

## Inicios del viaje
Esta salida del convoy no había sido observada por el enemigo. La escuadra estaba en ruta y a punto de doblar el Cabo, cuando, tres días después de haber partido, los vientos se hicieron contrarios y lo retuvieron durante cuatro días en el golfo de Gascuña. Sólo el 15 y el 16 de mayo la escuadra y el convoy prosiguieron su ruta aprovechando un viento del nordeste.
La flota británica había zarpado a favor del mismo viento que había inicialmente impulsado a los buques franceses fuera de Brest. La tempestad la había detenido antes de que saliese del canal de la Mancha y la había forzado a volver a tomar puerto. Así, el convoy francés pudo tomar alguna ventaja.
Luego de la tormenta soportada en el golfo de Gascuña, el caballero de Ternay decidió tomar la ruta del sur, la misma que el año anterior había tomado el almirante Charles Henri de Estaing. La del oeste era más directa, pero menos segura, ya que podían producirse más encuentros con el enemigo y a la variabilidad de los vientos. La ruta del sur, por el contrario, permitía aprovechar los vientos alisios y un clima más benigno que sería más favorable a la salud de la tripulación y de las tropas. Había además menos oportunidades de toparse con fuerzas enemigas. Finalmente, los vientos del sur, que reinan muy habitualmente durante el verano en las costas de América septentrional, debían llevar al cuerpo expedicionario fácilmente hacia el norte, al punto en que le sería más ventajoso desembarcar. El 25 de mayo, el navío Le Lutin, armado en guerra y cargado de mercaderías, dejó la escuadra para dirigirse a Cayena.

## Conducta de Ternay
El 30 de mayo, luego de una navegación muy tranquila, se encontraban a los 28°58′ S y 34°44′ O. La persistencia del Señor de Ternay en mantener la flota con el mismo rumbo hizo creer a los oficiales, para su gran disgusto, que se dirigían a las islas de Barlovento y no a América del norte, justo cuando el almirante dio orden de poner proa al oeste. Durante los días siguientes cambió el rumbo al noroeste y ejercitó a la escuadra en pasar del orden de marcha al orden de batalla, manteniendo al convoy a sotavento. La fragata Surveillante dio caza y capturó un brick británico armado con once cañones. Se supo por su comandante de la toma de Charleston por el general británico Henry Clinton y de la presencia en ese puerto del almirante Arbuthnot, quien aguardaba allí a la escuadra del almirante Graves.

## Reproches a la conducta de Ternay
El 20 de junio, estando al sur de las Bermudas, las fragatas de la vanguardia divisaron seis navíos navegando a toda vela hacia el convoy. El almirante Ternay hizo poner a sus fragatas en línea de batalla. El enemigo, sorprendido al ver siete buques de guerra desprenderse de un grupo de naves mercantes, se detuvo. Hasta la puesta del sol hubo sin embargo un intercambio de cañonazos sin gran resultado y el caballero de Ternay continuó su ruta con el convoy. "Prefirió -dijo Rochambeau- la conservación de su convoy a la gloria personal de tomar algún buque enemigo." La conducta del almirante fue juzgada de modo muy distinto por los oficiales franceses y pronto se presentó además una circunstancia del mismo tipo, aumentando el descontento del ejército contra este oficial.
Se supo más tarde que la fragata que se hubiese podido tomar era la Rubis, de 74 cañones, y que la escuadra de la que formaba parte, comandada por el capitán Cornwallis, regresaba a Jamaica luego de haber escoltado a cincuenta naves mercantes hasta la altura de las Bermudas.

## Insubordinación e indisciplina de los oficiales de la marina francesa
El comandante del Jazon, Señor de la Clochetterie, había criticado duramente durante el combate la presunta falta de Ternay de mandar achicar el paño de sus buques de vanguardia, lo que había dado tiempo a la Rubis de alejarse y retomar la línea de formación inglesa. En el consejo de guerra que se llevó a cabo en el buque almirante luego del combate, de la Clochetterie estuvo entre los que fueron interrogados acerca de cual pensaban era el destino de la escuadra británica. "Es demasiado tarde, Señor Almirante -dijo-, os lo hubiese podido responder ayer; de Ud. dependía interrogar al capitán del Rubis.
El almirante Señor de Ternay siguió escrupulosamente, con su conducta, las instrucciones que había recibido. No perdió de vista su misión, que consistía en llevar a los Estados Unidos al cuerpo expedicionario, lo más rápida y seguramente posible. Sin embargo, cuando supo más tarde que los navíos británicos iban a las islas de Barlovento a reunirse con la flota de Rodney y darle superioridad sobre la del almirante Luc Urbain du Bouëxic de Guichen por toda la campaña, lo invadió una tristeza tan profunda que, aparentemente, apresuró su muerte.
El 21 de mayo la Surveillante capturó un gran buque británico cargado de madera, proveniente de Savannah.

## Llegada a las costas de Virginia
Un sondeo hecho el 4 de julio mostró que estaban próximos a las costas de Virginia. A las diez de la mañana el Duc de Bourgogne el Amazone y la Surveillante capturaron un gran navío armado que no se rindió hasta haber recibido algunos impactos de cañón. Se juzgó que la nave había sido destacada son el único fin de vigilar el acercamiento de los franceses y se presumió que los seis navíos con los que habían combatido el 20 de junio se habían unido a las fuerzas de Graves y de Arbuthnot. Ternay se propuso en consecuencia evitar su ataque.
Pilotos de la isla Martha's Vinyard y de los bancos de Nantucket guiaron al convoy hacia el fondeadero de Rhode Island. Allí, luego de cuatro días de brumas espesas y de calmas y vientos contrarios alternados, algunos bajaron a tierra con la guía del coronel Elliot, enviado por el general Washington.
Al día siguiente, luego de setenta días de travesía, la flota entraba en la rada de Newport.
"Puede imaginarse -escribió Rochambeau- nuestra alegría, luego de una travesía larga y de alarmas tan justificadas; tocábamos finalmente esta tierra tan deseada donde la sola aparición del pabellón francés iba a reanimar las esperanzas de los defensores de la libertad. Fuimos recibidos por las aclamaciones del pequeño número de patriotas que habían quedado en esta isla, antes ocupada por los británicos quienes habían sido forzados a abandonarla."